# Diego Luna (acteur)
Diego Luna Alexander (Mexico-Stad, 29 december 1979) is een Mexicaans acteur. Hij is zoon van de scenograaf Alejandro Luna en van de stiliste Fiona Alexander. Zij overleed toen Diego Luna twee jaar oud was. Hij werd opgevoed door zijn vader.
Diego Luna begon zijn carrière bij de film toen hij elf jaar oud was, met een rol in de korte film El último fin de año. In het jaar daarna acteerde hij naast Gael García Bernal in zijn eerste telenovela (een Latijns-Amerikaans soapgenre): El abuelo y yo. Gedurende de jaren negentig bleef hij afwisselend voor film en voor televisie acteren. In 2001 brak hij als filmacteur internationaal door in de film Y tu mamá también, waarin hij de rol van Tenoch Iturbide speelde. Voor deze rol won hij samen met Gael García Bernal, die ook hier zijn tegenspeler was, in dat jaar de Marcello-Mastroianniprijs bij het Filmfestival Venetië. Sindsdien speelde hij behalve in Mexicaanse ook in Amerikaanse en in Spaanse films, samen met acteurs als Salma Hayek, Kevin Costner, Tom Hanks en Penélope Cruz. Ook bleef hij in diverse Mexicaanse telenovelas spelen.
Op 5 februari 2008 trouwde Luna met de Mexicaanse actrice en zangeres Camila Sodi. Het koppel heeft samen een zoon en een dochter. 
Luna speelde een gastrol in de clip van Katy Perry: The one that got away in 2011.
In 2018 speelt hij als hoofdrolspeler Miguel Ángel Félix Gallardo, een drugsbaron in Narcos: Mexico.

## Filmografie

### Films
- DC League of Super-Pets (2022) (stem)
- A Rainy Day in New York (2019)
- Flatliners (2017)
- Rogue One: A Star Wars Story (2016)
- The Book of Life (2014) (stem)
- Elysium (2013)
- In the Playground (2010)
- Rudo y Cursi (2008)
- Sólo quiero caminar (2008)
- Milk (2008)
- Mister Lonely (2007)
- El Búfalo de la Noche
- JC Chávez (debuut als regisseur, 2007)
- Toto (2006)
- Sólo Dios Sabe (2005)
- Amapola (2005)
- Criminal (2004)
- The Terminal (2004)
- Dirty Dancing 2: Havana Nights (2004)
- Nicotina (2003)
- Open Range (2003)
- Carambola (2003)
- Soldados de Salamina (2003)
- Vampires: Los Muertos (2002)
- Frida (2002)
- Ciudades Oscuras (2002)
- Todos los Aviones del Mundo (2001)
- Atlético San Pancho (2001)
- Y tu mamá también (2001)
- Before Night Falls (2000)
- Todo el Poder (1999)
- Un Dulce Olor a Muerte (1999)
- El Cometa (1999)
- Un Hilito de Sangre (1995)
- Morena (1995)
- Ámbar (1994)
- El Último Fin de Año (1991)
- Antonie ta (1982)

### Televisieseries
- La Vida en el Espejo (1999)
- El Amor de mi Vida (1998)
- El Premio Mayor (1995)
- El Abuelo y Yo (1992)
- Narcos: Mexico (2018)
- Andor (2022-2025) (tevens uitvoerend producent)